# Josip Stjepan Garić
Emmanuel Josip Stjepan Garić, OFM (ur. 28 października 1870 r. Vitezie; zm. 20 czerwca 1946 w Grazu) – bośniacki duchowny katolicki, pierwszy biskup ordynariusz Banja Luki od 1912 roku.

## Życiorys
Urodził się w 1870 roku w Vitezie jako Stjepan Garić. W 1887 roku podjął studia filozoficzne w Peczu na Węgrzech. Dwa lata później wstąpił do zakonu franciszkanów, przyjmując tam imiona Emmanuel Josip. W tym samym czasie zaczął studiować także teologię, po której ukończeniu otrzymał 30 czerwca 1893 roku święcenia kapłańskie. Bezpośrednio potem pracował w kurii biskupiej w Banja Luce, zostając w 1907 roku osobistym sekretarzem bpa Marijana Markovicia i wikariuszem generalnym diecezji. W 1912 roku wybrano go do Rady Prowincji Bośniackiej Zakonu Franciszkanów.
14 grudnia 1912 roku papież Pius X mianował go pierwszym pełnoprawnym biskupem ordynariuszem Banja Luki. Warto zaznaczyć, że od czasów powołania tej diecezji 5 czerwca 1881 roku przez papieża Leona XIII bullą Ex hac augusta, zarządzali ją wyłącznie ze względów politycznych administratorzy apostolscy. jego konsekracja biskupia miała miejsce 20 lutego 1913 roku.
W czasie swoich rządów erygował nowe parafie, kościoły oraz szkoły. Kierował biskupstwem w trudnych czasach I (1914-1918) i II wojny światowej (1939–1945). W 1945 roku ze względów zdrowotnych musiał opuścić swoją diecezję, udając się na leczenie najpierw do Zagrzebia, a następnie do Grazu, gdzie zmarł w 1946 roku w wieku 75 lat.